# Nokta Festival
Фестиваль Nokta - міжнародний аудіовізуальний фестиваль в місті Ополе. Подія, яка представляє нові явища у мистецтві, музиці та техніці. Додатково, окрім виключно розважальної частини, фестиваль має на меті створити простір для розвитку творців з різних сфер: музикантів, ді-джеїв, ві-джеїв, графічних дизайнерів, інженерів, програмістів та розробників ігор.

## генезис
До моменту створення фестивалю в Ополі, аудіовізуальна культура стрімко розвивалася вже протягом багатьох років. Інтенсивна співпраця культурних активістів та художників, включаючи студентів та викладачів Інституту мистецтва Опольського Університету, а також ряд культурних ініціатив, фондів та асоціацій сприяли процвітанню місцевої сцени, більшій кількості масштабних концертів та мистецьких заходів, а також численним експериментам з використанням нових мультимедійних рішень. Завдяки цьому віджеїнг став швидко розвиватися в столиці Опольського воєвудства.
Ідея створення фестивалю Nokta з’явилась з оголошення прем'єри дебютного альбому артиста, пов'язаного з містом Ополе – Grzegorza Fijałkowskiego, і кількох інших заходів, які мали відбутися в ті дні. Та в кінцевому результаті, творці та організатори вирішили зробити одну велику подію замість кількох менших.

## Перше видання
Перший фестиваль відбувся 12 травня 2017 року під назвою Nokta - Noc Konfrontacji Audiowizualnych в Театрі ім. Яна Кохановського і був дуже добре сприйнятий серед глядачів. Це була перша подія такого масштабу в столиці Опольського воєвудства, де були представлені нові рішення в мультимедійному мистецтві. Під час фестивалю виступило понад 30 музикантів та артистів візуального мистецтва. Публіка, окрім концертів та ді-джеїв, мала можливість побачити інтерактивні виставки віртуальної реальності, інсталяції та мультимедійні проєкції. Родзинкою програми став концерт, що рекламував альбом " Windless " Grzegorza Fijałkowskiego, який виступав під псевдонімом Fiau.

## Друге видання
Друге видання, у 2018 році під назвою Фестиваль Nokta, також відбулося у Театрі ім. Яна Кохановського. Цей фестиваль було продовжено до двох концертних днів, в яких взяло участь понад 50 артистів та виконавців. Додатково, окрім мультимедійних інсталяцій та стендів віртуальної реальності, які вже з’явились у попередньому виданні, під час другої Nokta відбувся також ряд художніх виставок. В ті вихідні на сцені фестивалю виступили Jacek Sienkiewicz, Piotr Bejnar, Ari Dykier, Essex i Bengal. Реклама фестивалю у 2018 році була поєднана з успішною краудфандинговою кампанією, яка допомогла сфінансувати організацію заходу. Під час цього видання також відбувся ISVJ - огляд аудіовізуальних робіт студентів Інституту Vистецтва Опольського Університету. Головним організатором як першого, так і другого сезону фестивалю була Noiz Foundation - організація, створена художниками з Ополя для пропаганди широкоприйнятого аудіовізуального мистецтва.

## Третє видання
Третє видання фестивалю Nokta відбулося 23-25 серпня 2019 року також в стінах Театру ім. Яна Кохановського, але цього разу одна зі сцен була встановлена перед театром, на площі Яна Павла ІІ. Масштаб заходу знову розширився - концерти тривали три дні, а на сцену в результаті вийшло близько 100 артистів. Гурт Tides From Nebula виступив на великій сцені з візуальною оправою VJ Mentalny Jeż, а легенда польської електронної музики Władysław Komendarek з візуальною оправою Jakuba Kubary. Концерт, що відкривав велику сцену, зіграв гурт Body Package, під час якого VJ Black Pony відповідав за візуальні ефекти.
Серед інших, на сцені Modelatornia та перед театром виступили: DJ/VJ Arkaei, Scar Polish, Da Vosk Docta, Leo Zen, Persus Nine і LOON, Tomasz Mreńca, VJ Natalia Nosova, Trap Door, Jubas, VJ Emilia Michta та VJ Praczuk.
Додатково, окрім концертів та виступів, так як і в 2018 році, для публіки були доступні стенди віртуальної реальності, а також ретро-зона, де можна було зіграти на першому поколінні обладнання 70-х, 80-х та 90-х років, такому як Atari, Commodore, Amiga або Pegasus.
У 2019 році відбувся символічний 10-ий ювілей регулярної співпраці аудіо- та відеовиконавців з містя Ополя, тому організатори фестивалю вирішили розширити його склад. В результаті, в закладах культури та в центрі міста у всі вихідні серпня, що були перед фестивалем, відбувся цілий ряд безкоштовних заходів, пов’язаних з Ноктою. Перший так званий „запуск” відбувся 2 серпня в студії М. SBB в Радіо Ополе, і це був концерт Bengala - продюсера, композитора, мультиінструменталіста та ді-джея з Ополя. На наступний день ж місті відбувся концерт Awgs i Coach Motel. На наступні вихідні, 10 серпня, колектив ді-джеїв Propaganda Soundsystem та артисти Slash і Burza з візуальною оправою VJ Emilia Święcka виступили в клубі Highlander. Четвертий „запуск” відбувся 17 серпня в клубі LABA, де грали EKHTO та Lili Poopoo. Останньою подією, яка рекламувала фестиваль Nokta 2019, було відкриття виставки "Epicentrum" авторства Jeremiego Picza в галереї Міської Публічної Бібліотеки, яка розпочалася 19 серпня.

## Видання четверте
Четверте видання фестивалю Nokta мало відбутися в червні 2020 року і знову перевершити масштаб попередніх подій. У зв'язку з реконструкцією Театру ім.Яна Кохановського, де до цього часу проводився фестиваль, місцем проведення заходу мав бути Національний Центр Польської Пісні та Опольський Амфітеатр. Ряд фестивальних подій мав розпочатися у квітні з вечірки Before Party на якій мали заграти Łąki Łan, а закінчитися в червні в Амфітеатрі концертом Katarzyny Nosowskiej з альбомом «Basta». На жаль, пандемія COVID-19 зірвала ці плани і змусила організаторів скасувати четверте видання фестивалю.

## Open Call
Одним з найважливіших елементів кожного сезону Nokta є open call, тобто відкритий набір для віджеїв, виконавців, творців інсталяцій, кодерів та художників з усього світу, які хотіли б взяти участь у заході. Щороку така можливість користується великою популярністю серед артистів. Переможці open call, обрані спеціальною комісією журі, мають можливість представити свої незвичайні роботи широкій аудиторії та познайомитись з іншими художниками зі схожих напрямків в мистецтві. В результаті, деякі з тих зустрічей призвели до успішної співпраці над новими проектами.

## Виноски
http://sztuka.uni.opole.pl/nokta-festival-2018/
http://glissando.pl/wydarzenia/nokta-festival-2018/
https://vimeo.com/251543431
http://cojestgrane24.wyborcza.pl/cjg24/Opole/1,45,569500,Nokta-Festival-2018.html
http://radiosygnaly.pl/nokta-festival-2018-tuz-tuz/
http://noizfoundation.pl/nokta-festival/
http://sztuka.uni.opole.pl/nokta/
http://noktafestival.pl/tag/enjoy/
https://opole.wyborcza.pl/opole/7,35086,21580416,noc-audiowizualnych-konfrontacji-w-teatrze.html
https://www.24opole.pl/Nokta,wiadomosci.html
https://www.24opole.pl/24131,Noc_Konfrontacji_Audiowizualnych_okazala_sie_strzalem_w_wieniatke,wiadomosc.html
https://radio.opole.pl/130,196378,multimedialny-maraton-w-opolskim-teatrze-zobacz-

## зовнішні посилання
Офіційний вебсайт фестивалю Nokta [Архівовано 29 листопада 2020 у Wayback Machine.]
Офіційний канал фестивалю Nokta на Youtube [Архівовано 17 листопада 2020 у Wayback Machine.]
Офіційний сайт Фестивалю у Facebook [Архівовано 13 березня 2022 у Wayback Machine.]